# Powiat białobrzeski

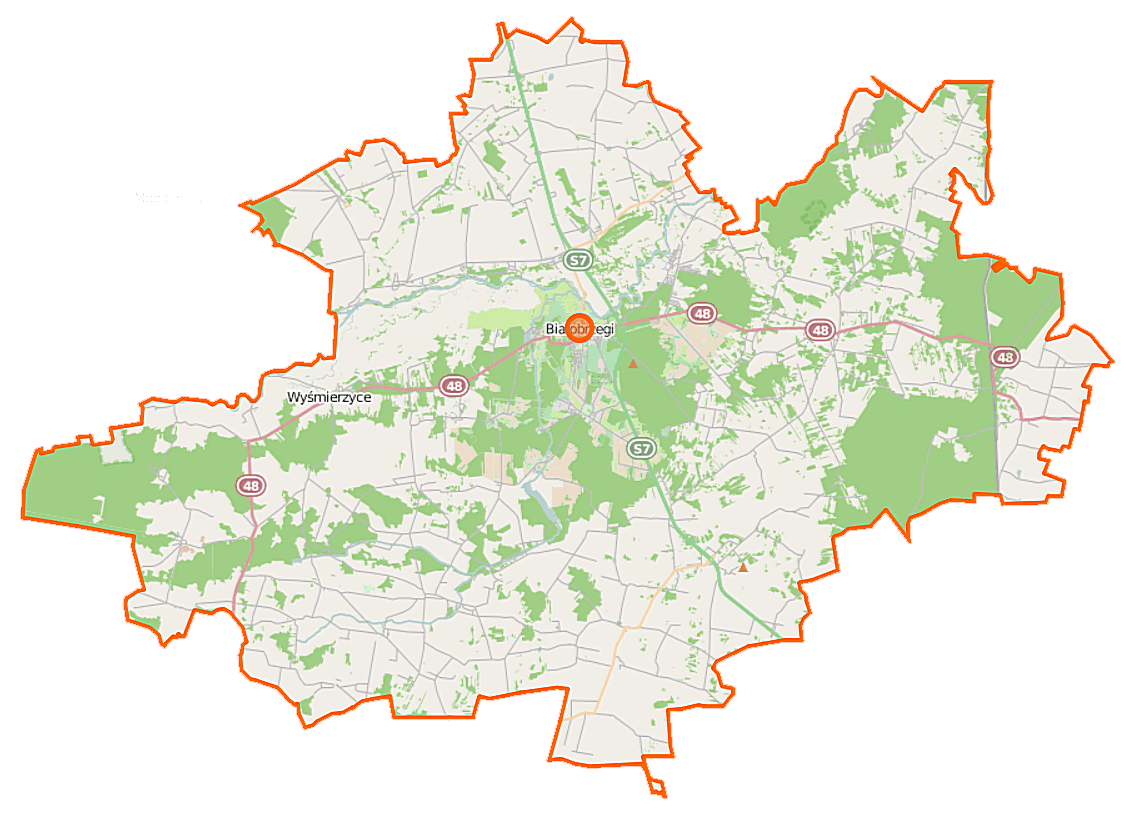
Mapa powiatu

Powiat białobrzeski – powiat w Polsce (południowo-zachodniej części województwa mazowieckiego), reaktywowany w 1999 roku w ramach reformy administracyjnej. Jego siedzibą jest miasto Białobrzegi. Jest powiatem o najmniejszym budżecie w województwie (dochody i wydatki w 2013 r.).
Według danych z 31 grudnia 2019 roku powiat zamieszkiwało 33 410 osób. Natomiast według danych z 30 czerwca 2020 roku powiat zamieszkiwały 33 332 osoby.

## Podział administracyjny
W skład powiatu wchodzą:
- gminy miejsko-wiejskie: Białobrzegi i Wyśmierzyce
- gminy wiejskie: Promna, Radzanów, Stara Błotnica i Stromiec
- miasta: Białobrzegi i Wyśmierzyce

| Gmina          | Typ gminy       | Powierzchnia | Liczba ludności | Gęstość zaludnienia |
| -------------- | --------------- | ------------ | --------------- | ------------------- |
| Białobrzegi    | miejsko-wiejska | 78,93 km²    | 10 412          | 129,6 osób/km²      |
| Promna         | wiejska         | 120,74 km²   | 5625            | 48,4 osób/km²       |
| Radzanów       | wiejska         | 82,59 km²    | 3872            | 46,8 osób/km²       |
| Stara Błotnica | wiejska         | 96,24 km²    | 5256            | 54,3 osób/km²       |
| Stromiec       | wiejska         | 156,47 km²   | 5651            | 36,4 osób/km²       |
| Wyśmierzyce    | miejsko-wiejska | 104,31 km²   | 2854            | 27,9 osób/km²       |

## Gospodarka
W 2013 r. wydatki budżetu samorządu powiatu białobrzeskiego wynosiły 28,22 mln zł, a dochody budżetu 28,57 mln zł (najmniej w woj. mazowieckim). Zadłużenie (dług publiczny) samorządu według danych na koniec 2013 r. wynosiło 3,29 mln zł, co stanowiło 11,5% wysokości wykonywanych dochodów.

## Historia
Powiat białobrzeski został powołany dnia 1 stycznia 1956 roku w województwie kieleckim, czyli 15 miesięcy po wprowadzeniu gromad w miejsce dotychczasowych gmin (29 września 1954) jako podstawowych jednostek administracyjnych PRL. Na powiat białobrzeski złożyło się 1 miasto i 21 gromad, które wyłączono z dwóch ościennych powiatów:
- z powiatu radomskiego (woj kieleckie):
  - miasto Wyśmierzyce
  - gromady Białobrzegi, Błotnica, Bobrek, Długie, Gózd, Grotki, Grzmiąca, Kostrzyń[6], Młodynie, Pierzchnia, Radzanów, Stromiec, Stromiec Podlesie, Sucha, Szczyty i Witaszyn
- z powiatu grójeckiego (woj. warszawskie):
  - gromady Broniszew, Pnie, Promna, Przybyszew i Rykały

Utworzenie powiatu białobrzeskiego spowodowało znaczną zmianę granicy województw kieleckiego i warszawskiego, ponieważ aż 5 gromad zmieniło przynależność wojewódzką. Na uwagę zasługuje też fakt, iż w momencie utworzenia powiatu białobrzeskiego jego stolica była wsią; prawa miejskie, które Białobrzegi utraciły w 1870 roku, zostały im ponownie przyznane dopiero 1 stycznia 1958 roku; tego dnia do powiatu białobrzeskiego przyłączono również gromadę Dobieszyn z powiatu kozienickiego.
1 stycznia 1973 roku zniesiono gromady i osiedla a w ich miejsce reaktywowano gminy. Powiat białobrzeski podzielono na 2 miasta i 6 gmin:
- miasta Białobrzegi i Wyśmierzyce
- gminy Białobrzegi, Promna, Radzanów, Stara Błotnica, Stromiec i Wyśmierzyce

Po reformie administracyjnej obowiązującej od 1 czerwca 1975 roku terytorium zniesionego powiatu białobrzeskiego weszło w skład nowo utworzonego województwa radomskiego.
1 kwietnia 1983 roku z gminy Promna wyłączono sołectwo Jastrzębia i włączono je do gminy Mogielnica. 1 lipca 1986 roku z gminy Radzanów wyłączono wieś Maksymilianów i włączono ją do gminy Przytyk. 1 lutego 1991 roku miasto Wyśmierzyce (najmniejsze w Polsce) i gminę wiejską Wyśmierzyce połączono we wspólną gminę miejsko-wiejską, natomiast podobnej fuzji uległy 1 stycznia 1992 roku miasto i gmina Białobrzegi.
Wraz z reformą administracyjną z 1999 roku w nowym województwie mazowieckim przywrócono powiat białobrzeski o identycznych granicach co w 1975 roku.
W porównaniu z obszarem z 1956 roku jedynie obszar dawnej gromady Długie leży obecnie na terenie powiatu przysuskiego – pozostałe są ponownie w powiecie białobrzeskim.

## Demografia
Liczba ludności (dane z 30 czerwca 2005):
|        | Ogółem | Ogółem | Kobiety | Kobiety | Mężczyźni | Mężczyźni |
| osób   | %      | osób   | %       | osób    | %         |           |
| ------ | ------ | ------ | ------- | ------- | --------- | --------- |
| Ogółem | 33 545 | 100    | 16 688  | 49,75   | 16 857    | 50,25     |
| Miasto | 8131   | 24,24  | 4101    | 12,23   | 4030      | 12,01     |
| Wieś   | 25 414 | 75,76  | 12 587  | 37,52   | 12 827    | 38,24     |

▶Wieś vs ▶miasto
Ogółem (▶k, ▶m)
Miasto (▶k, ▶m)
Wieś (▶k, ▶m)
Największe miejscowości powiatu
| Lp. | Nazwa          | ludność | gmina       |
| --- | -------------- | ------- | ----------- |
| 1.  | Białobrzegi    | 7270    | Białobrzegi |
| 2.  | Sucha          | 1170    | Białobrzegi |
| 3.  | Stromiec       | 946     | Stromiec    |
| 4.  | Wyśmierzyce    | 921     | Wyśmierzyce |
| 5.  | Przybyszew     | 526     | Promna      |
| 6.  | Dobieszyn      | 370     | Stromiec    |
| 7.  | Bukówno        | 361     | Radzanów    |
| 8.  | Siekluki       | 360     | Błotnica    |
| 9.  | Radzanów       | 356     | Radzanów    |
| 10. | Szczyty        | 320     | Białobrzegi |
| 11. | Stara Błotnica | 310     | Błotnica    |
| 12. | Stare Żdżary   | 308     | Błotnica    |
| 13. | Grodzisko      | 307     | Błotnica    |
| 14. | Kostrzyn       | 300     | Wyśmierzyce |
| 15. | Czarnocin      | 297     | Radzanów    |
| 16. | Kamień         | 402     | Białobrzegi |
| 17. | Rogolin        | 294     | Radzanów    |

| Lp. | Nazwa           | ludność | gmina       |
| --- | --------------- | ------- | ----------- |
| 18. | Stawiszyn       | 292     | Białobrzegi |
| 19. | Bobrek          | 280     | Stromiec    |
| 20. | Stromiecka Wola | 280     | Stromiec    |
| 21. | Stary Kobylnik  | 273     | Błotnica    |
| 22. | Boska Wola      | 270     | Stromiec    |
| 23. | Promna          | 262     | Promna      |
| 24. | Pnie            | 250     | Promna      |
| 25. | Czyżówka        | 250     | Błotnica    |
| 26. | Brzeźce         | 222     | Białobrzegi |
| 27. | Boże            | 220     | Stromiec    |
| 28. | Niedabyl        | 210     | Stromiec    |
| 29. | Ratoszyn        | 206     | Radzanów    |
| 30. | Osów            | 205     | Błotnica    |
| 31. | Ocieść          | 200     | Radzanów    |
| 32. | Brzeska Wola    | 171     | Białobrzegi |
| 33. | Pokrzywna       | 160     | Stromiec    |
| 34. | Witaszyn        | 150     | Wyśmierzyce |

- W tabeli znalazły się miejscowości, które mają więcej niż 150 mieszkańców (według Narodowego Spisu Powszechnego w 2011)

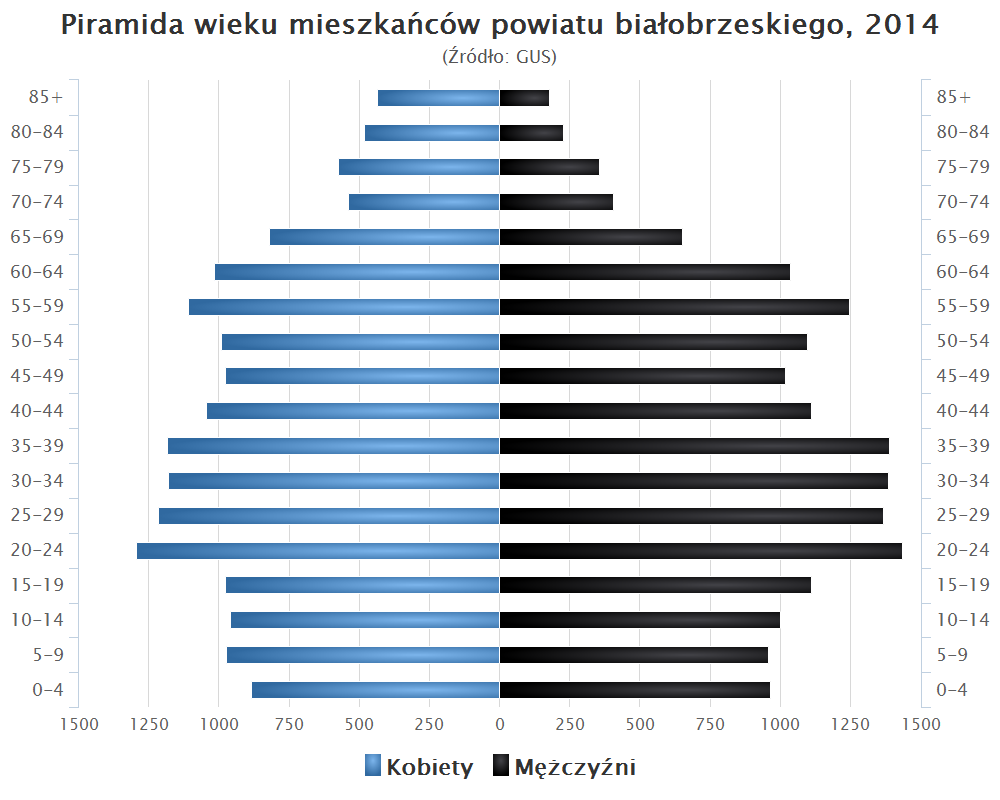
Piramida wieku mieszkańców powiatu białobrzeskiego w 2014 roku

## Starostowie białobrzescy
- Andrzej Wiśniewski (1999–2006) (PSL)
- Andrzej Oziębło (2006–2018) (PO)
- Sylwester Korgul (od 2018) (PiS)

## Sąsiednie powiaty
- Powiat grójecki
- Powiat kozienicki
- Powiat przysuski
- Powiat radomski